# 朴相泳
朴相泳（韓語：박상영，1995年10月16日—），韓國男子銳劍擊劍運動員。他在2016年夏季奧林匹克運動會個人項目奪得金牌，2014年世界擊劍錦標賽奪得團體銀牌。

## 生涯
他是2012年世界青年冠軍。